# 1932 في سوريا
فيما يلي قوائم الأحداث التي وقعت خلال عام 1932 في سوريا.

## سياسة

### تعيين في المنصب
- 1 يناير – محمد علي العابد رئيس سوريا.

## مواليد

### يناير
- 1 يناير – خالد الأسعد
- 1 يناير – عبد الرؤوف الكسم سياسي سوري.
- 1 يناير – عبد الكريم الجندي
- 1 يناير – علي أصلان سياسي سوري.
- 1 يناير – علي حيدر ضابط سوري.
- 1 يناير – محمود شاكر
- 1 يناير – هيام نويلاتي شاعرة وأديبة سورية.
- 1 يناير – وهبة الزحيلي أستاذ جامعي سوري.

### أبريل
- 29 أبريل – جول جمال

### مايو
- 11 مايو – مصطفى طلاس وزير الدفاع السوري الأسبق.

### أغسطس
- 6 أغسطس – إدموند صفرا
- 27 أغسطس – كاريكين الأول قس سوري.

### سبتمبر
- 15 سبتمبر – عبد الحليم خدام وزير الخارجية السوري الأسبق، ونائب الرئيس السوري.

### نوفمبر
- 30 نوفمبر – محمد ضياء الدين

## وفيات

### يناير
- 1 يناير – يوسف اليان سركيس (مواليد 1856)